# فريديريك توماس (سياسي)
فريديريك توماس (بالفرنسية: Frédéric Thomas)‏ هو سياسي فرنسي، ولد في 5 يناير 1814 في كاستر في فرنسا، وتوفي في 27 يناير 1884 في باريس في فرنسا. انتخب محافظ تارن (6 سبتمبر 1870 – 15 مارس 1871) وانتخب نائب فرنسي خلال فترته النيابية ‏ (4 سبتمبر 1881 – 27 يناير 1884).